# Heel (Paesi Bassi)
Heel è una località olandese situata nel comune di Maasgouw, nella provincia del Limburgo.